# Südafrikanische Cricket-Nationalmannschaft in den West Indies in der Saison 1991/92
Die Tour der südafrikanischen Cricket-Nationalmannschaft in die West Indies in der Saison 1991/92 fand vom 18. Januar bis zum 21. April 1992 statt. Die internationale Cricket-Tour war Bestandteil der Internationalen Cricket-Saison 1991/92 und umfasste einen Tests und drei ODIs. Die West Indies gewannen die Test-Serie 1–0 und die ODI-Serie 3–0.

## Vorgeschichte
Beide Mannschaften spielten zuvor beim Cricket World Cup 1992.  Die West Indies scheiterten in der Gruppenphase, Südafrika schied im Halbfinale aus.
Es war das erste Aufeinandertreffen der beiden Mannschaften bei einer Cricket-Tour überhaupt.

## Stadien
Die folgenden Stadien wurden für die Tour als Austragungsort vorgesehen.
| Stadt         | Land                | Stadion           | Kapazität | Spiele      |
| ------------- | ------------------- | ----------------- | --------- | ----------- |
| Bridgetown    | Barbados            | Kensington Oval   | 11.000    | 1. Test     |
| Kingston      | Jamaika             | Sabina Park       | 20.000    | 1. ODI      |
| Port of Spain | Trinidad und Tobago | Queen’s Park Oval | 25.000    | 2. & 3. ODI |

## Kaderlisten
Die folgenden Kader wurden von den Mannschaften benannt.
| Test | Test | ODI | ODI |
| West Indies | Südafrika | West Indies | Südafrika |
| --- | --- | --- | --- |
| - Jimmy Adams - Curtly Ambrose - Keith Arthurton - Kenny Benjamin - Desmond Haynes - Brian Lara - Patrick Patterson - Richie Richardson - Phil Simmons - Courtney Walsh - David Williams | - Tertius Bosch - Hansie Cronje - Allan Donald - Andrew Hudson - Peter Kirsten - Adrian Kuiper - Meyrick Pringle - David Richardson - Mark Rushmere - Richard Snell - Kepler Wessels | - Curtly Ambrose - Keith Arthurton - Kenny Benjamin - Anderson Cummins - Roger Harper - Desmond Haynes - Carl Hooper - Brian Lara - Patrick Patterson - Richie Richardson - Phil Simmons - David Williams | - Tertius Bosch - Hansie Cronje - Allan Donald - Omar Henry - Andrew Hudson - Peter Kirsten - Adrian Kuiper - Meyrick Pringle - Jonty Rhodes - David Richardson - Mark Rushmere - Richard Snell - Kepler Wessels - Corrie van Zyl |

## One-Day Internationals

### Erstes ODI in Kingston
| 7. April Scorecard | Kingston | West Indies 287-6 (50)           | – | Südafrika 180 (42.2) |
|                    |          | West Indies gewinnt mit 107 Runs |   |                      |

### Zweites ODI in Port of Spain
| 11. April Scorecard | Port of Spain | Südafrika 152 (43.4)               | – | West Indies 154-0 (25.5) |
|                     |               | West Indies gewinnt mit 10 Wickets |   |                          |

### Drittes ODI in Port of Spain
| 12. April Scorecard | Port of Spain | Südafrika 189-6 (50)            | – | West Indies 190-3 (43) |
|                     |               | West Indies gewinnt mit 52 Runs |   |                        |

## Test in Bridgetown
| 17. – 21. April Scorecard | Bridgetown | West Indies 262 (71.4) & 283 (81.3) | – | Südafrika 345 (135.5) & 148 (72.4) |
|                           |            | West Indies gewinnt mit 52 Runs     |   |                                    |